# Villemontais
Villemontais ist eine französische Gemeinde mit 1.045 Einwohnern (Stand: 1. Januar 2022) im Département Loire in der Region Auvergne-Rhône-Alpes. Sie gehört zum Arrondissement Roanne und zum Kanton Renaison.

## Geographie
Die Gemeinde Villemontais liegt am Ostrand der Monts de la Madeleine, etwa elf Kilometer südwestlich von Roanne im Weinbaugebiet Côte Roannaise. Umgeben wird Villemontais von den Nachbargemeinden Saint-Alban-les-Eaux im Norden, Lentigny im Osten, Saint-Jean-Saint-Maurice-sur-Loire im Südosten und Süden, Cherier im Südwesten und Westen sowie Arcon im Westen.

## Bevölkerungsentwicklung
| Jahr                       | 1962 | 1968 | 1975 | 1982 | 1990 | 1999 | 2006 | 2015 | 2022 |
| -------------------------- | ---- | ---- | ---- | ---- | ---- | ---- | ---- | ---- | ---- |
| Einwohner                  | 727  | 742  | 800  | 926  | 887  | 935  | 941  | 1018 | 1045 |
| Quellen: Cassini und INSEE |      |      |      |      |      |      |      |      |      |

## Sehenswürdigkeiten
- Kirche Saint-Martin
- Kapelle Saint-Jean

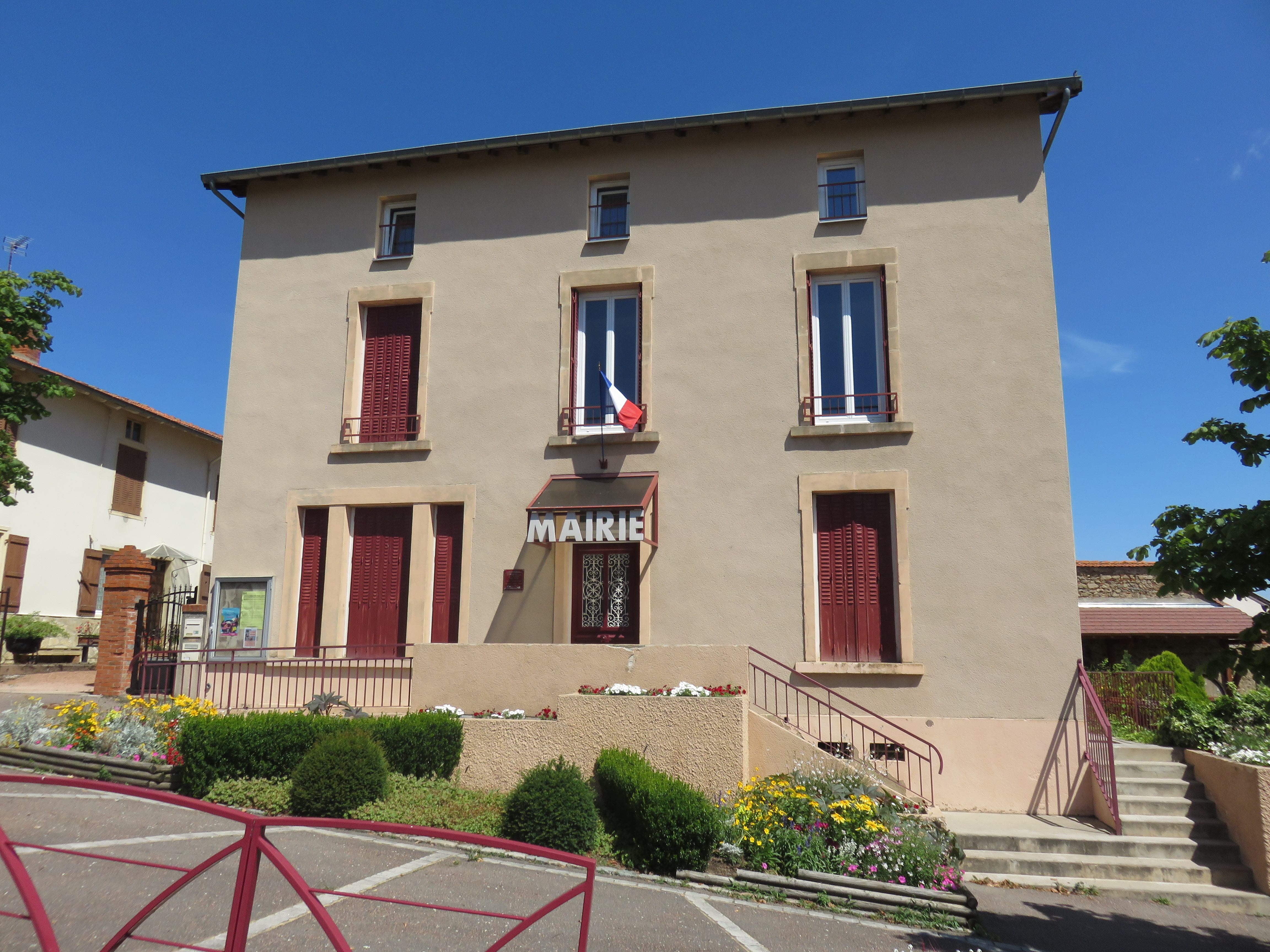
Mairie Villemontais
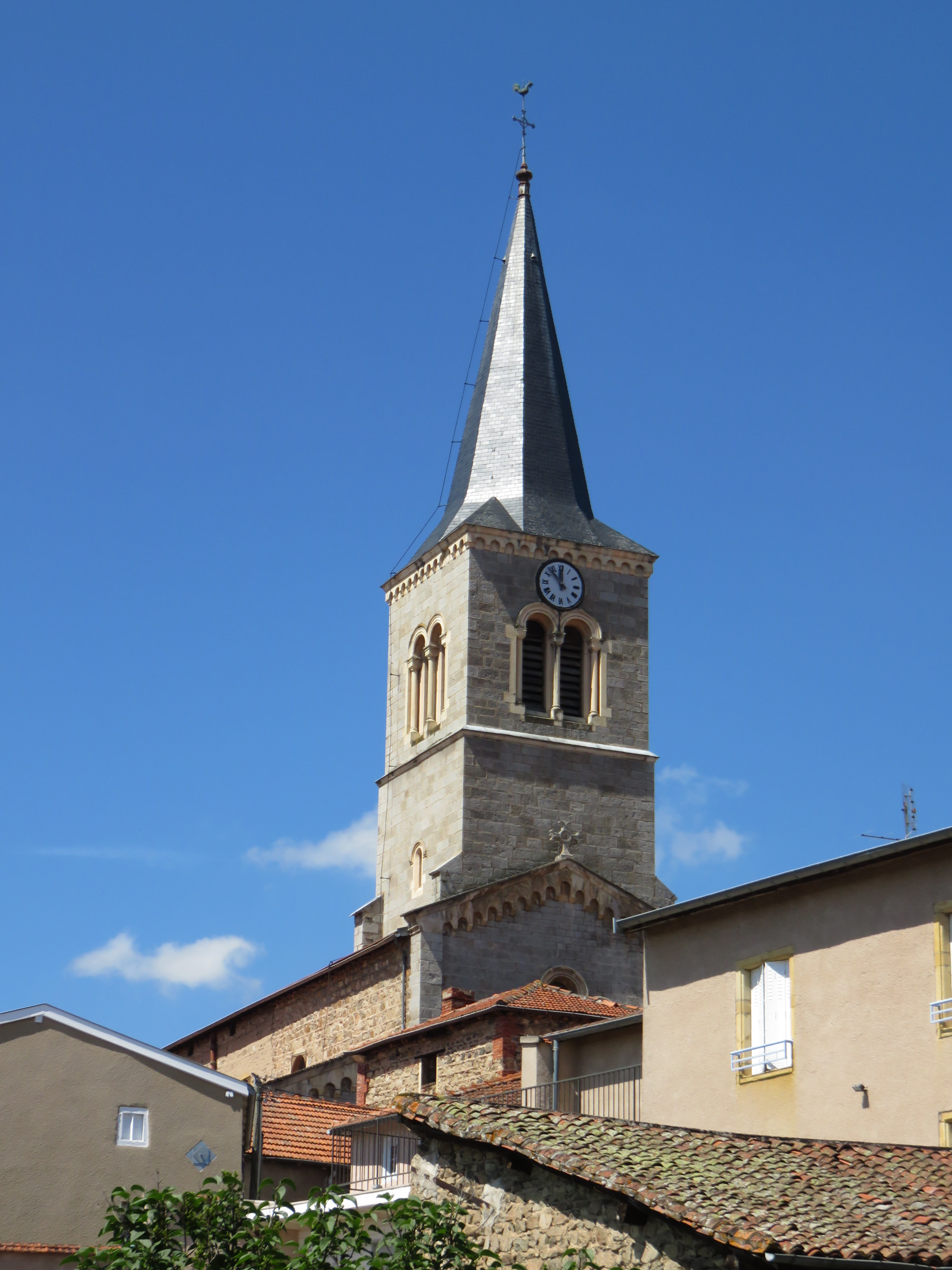
Turm der Kirche Saint-Martin
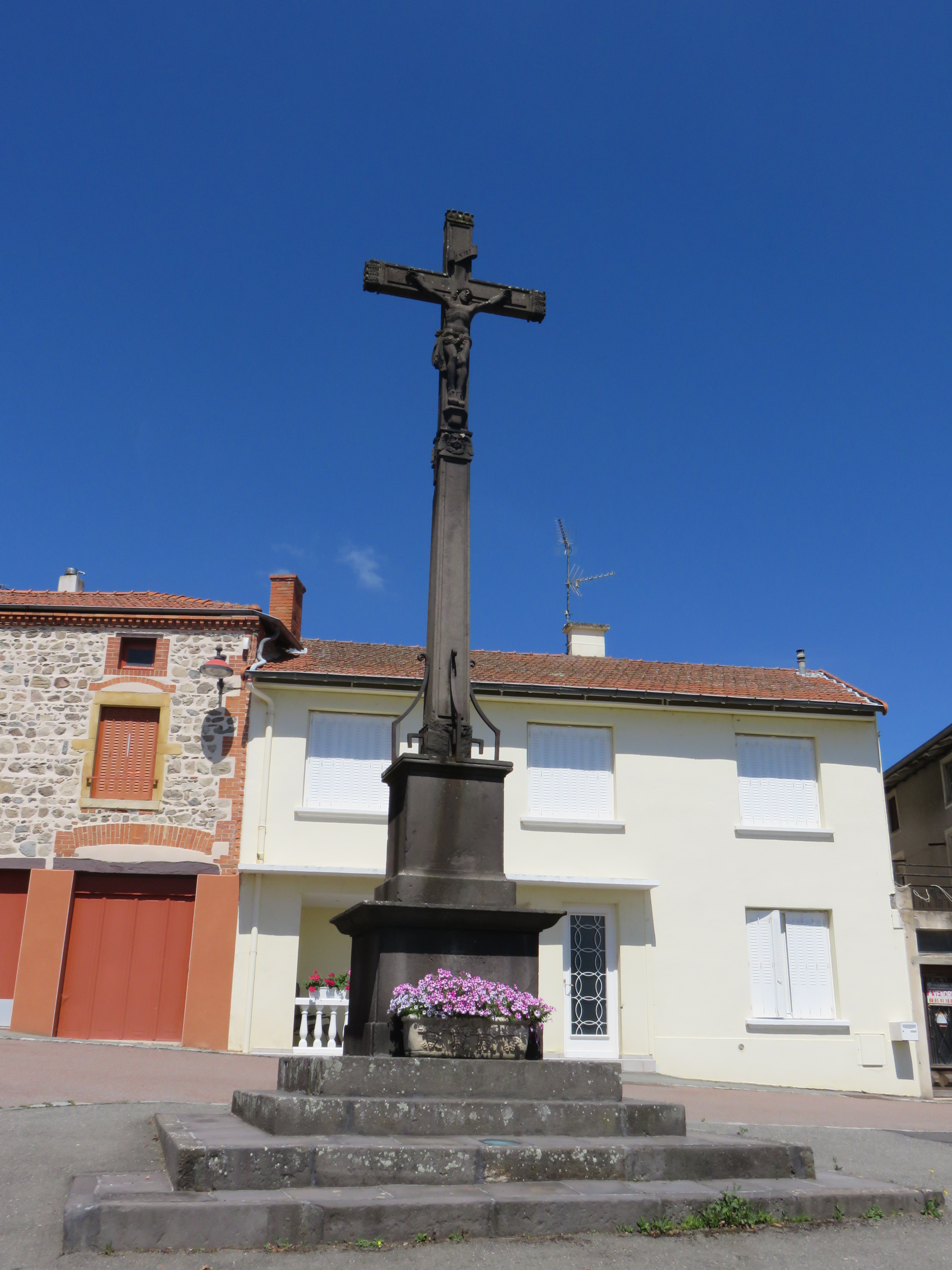
Wegkreuz im Ortszentrum